# Cyril Lomax
Cyril Ernest Napier Lomax (28 juin 1893 - 30 août 1973) est un officier de l'armée britannique pendant la Première et la Seconde Guerre mondiale.

## Biographie
Il a étudié à l'Académie royale militaire de Sandhurst. En septembre 1912, il est promu sous-lieutenant dans le bataillon de gardes gallois. Durant la Première Guerre mondiale son bataillon arrive au Le Havre, le 14 août 1914. Il est promu lieutenant le 1er novembre 1914. Le 20 août 1916, il rejoint le Régiment de Manchester. Après la guerre, en 1932, il est promu Major. En 1936, il est promu Lieutenant-colonel et commande 2e bataillon de gardes gallois, en Inde britannique. En 1939, il est promu Colonel. En 1940, il est envoyé au Royaume d'Égypte et participe en 1941 à l'Opération Crusader. En février 1942, il est envoyé en Inde britannique. En janvier 1945, il commande la 26e division d'infanterie (Inde) et commande les forces britannique lors de la Bataille de Ramree.